# Azumabashi
Azumabashi („Ostbrücke“, jap. 吾妻橋, historische Schreibung für die Brücke 東橋) ist ein Stadtteil des Bezirks Sumida im Osten der japanischen Präfektur Tokio. Er liegt im Nordosten von Tokio am linken Ufer des Sumidagawa. Namensgebend ist die Azumabashi, eine Brücke über den Sumidagawa, die den Stadtteil mit Kaminarimon im Bezirk Taitō verbindet. Der Stadtteil Azumabashi gliedert sich in drei chōme, in denen im September 2021 laut Meldestatistik 5.265 Einwohner lebten. Die Postleitzahl von Azumabashi ist 130-0001.
In Azumabashi befinden sich am Ufer des Sumidagawa, der die Westgrenze des Stadtteils und des Bezirks Sumida bildet, das Rathaus von Sumida und daneben die Zentrale des Brauereikonzerns Asahi Beer. Im Norden wird der Stadtteil durch den Kitajikkengawa begrenzt, nördlich liegt Mukōjima. Im Osten reicht er bis an den Ōyokogawa, dahinter liegt Narihira. Im Süden grenzt Azumabashi an Higashikomagata. Hauptverkehrsachsen sind die Asakusa-dōri in Ost-West-Richtung und die Mitsume-dōri in Nord-Süd-Richtung, an der Kreuzung der beiden befindet sich der Bahnhof Honjo-Azumabashi der präfekturbetriebenen U-Bahn. Am Ufer des Sumidagawa verläuft die Linie 6 (Mukōjima-Linie) der Stadtautobahn Tokio.

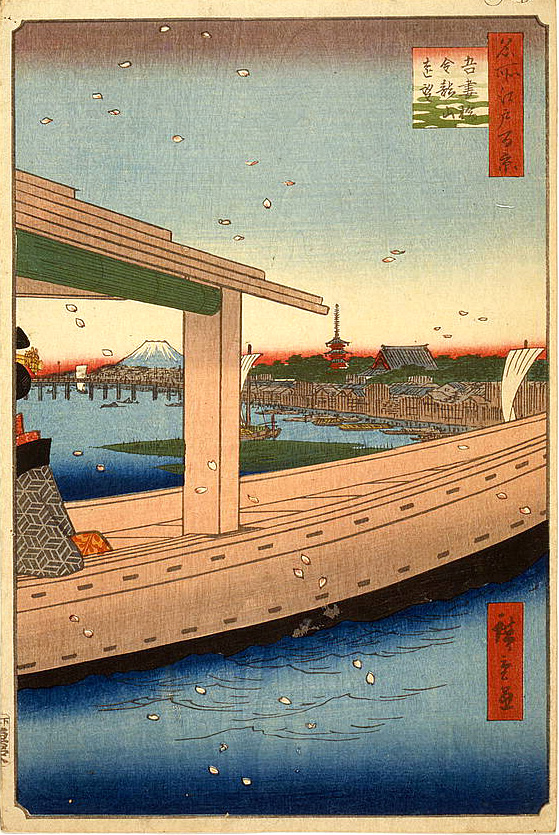
Der Sumidagawa mit der Azumabashi in den 100 berühmten Ansichten von Edo
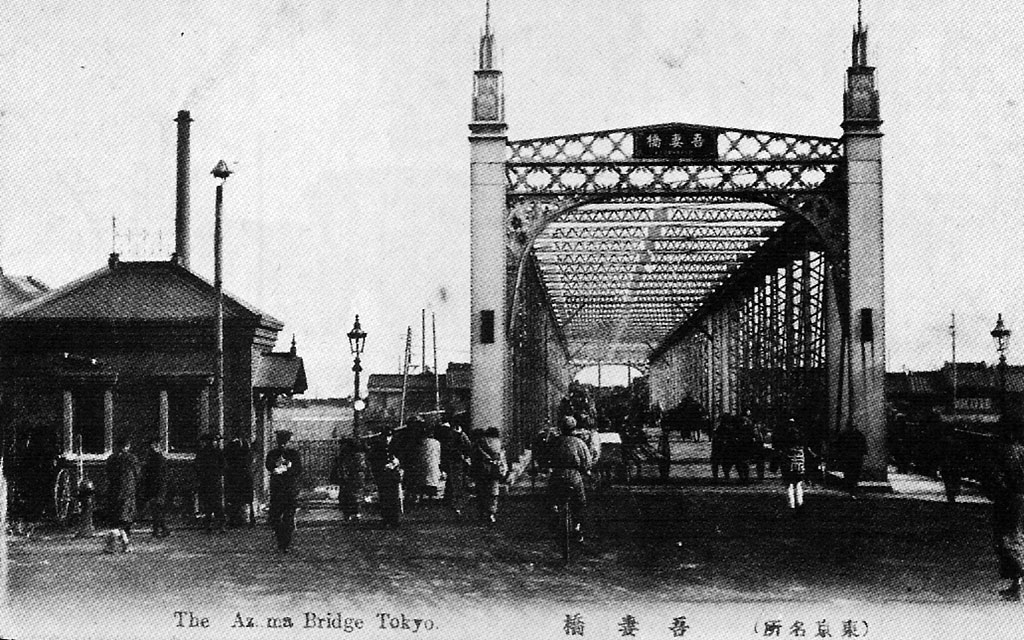
Die in der Meiji-Zeit neu gebaute Brücke 1899, sie wurde im Großen Kantō-Erdbeben beschädigt, die heutige Azumabashi datiert auf das Jahr 1931.
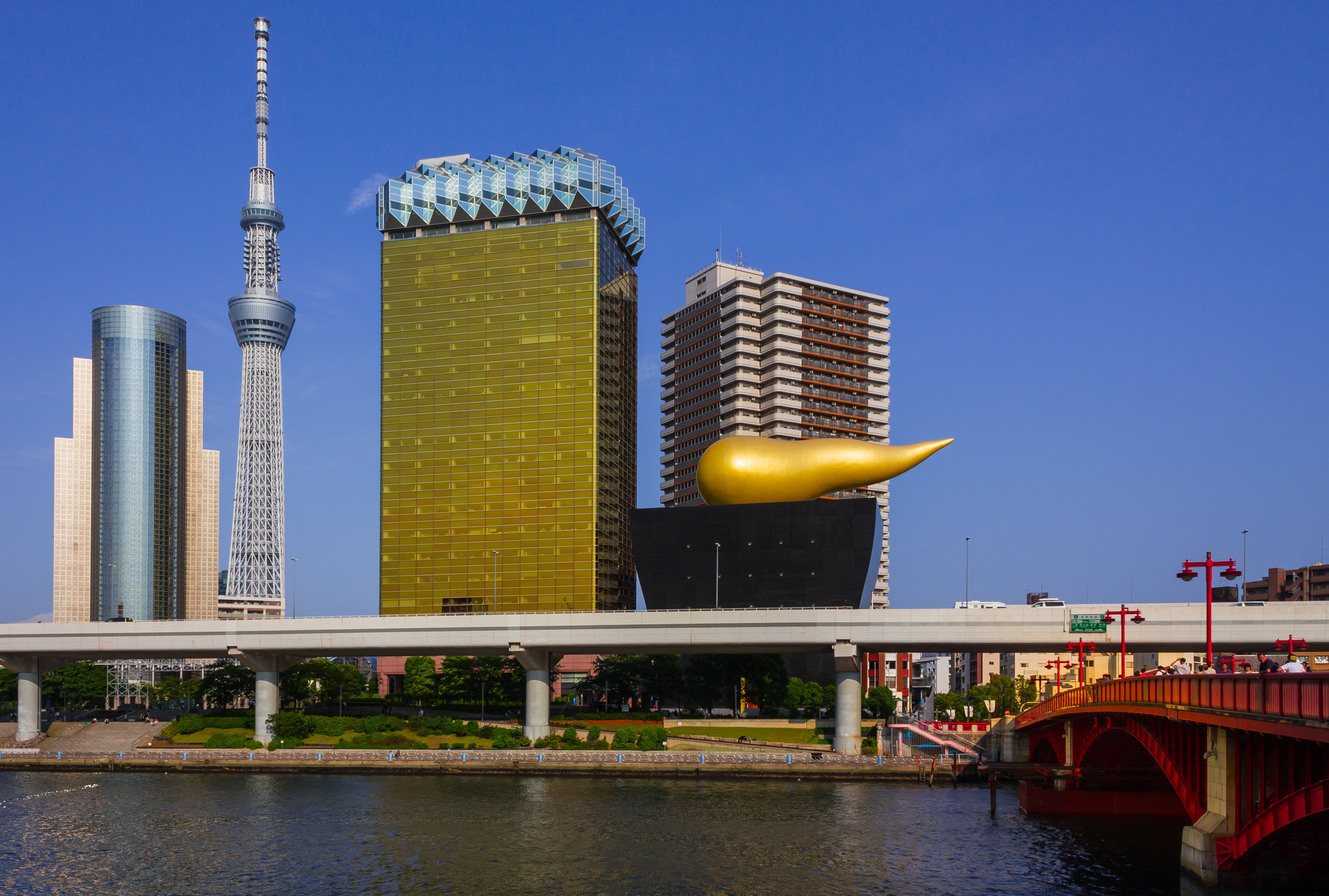
Die Asahi-Beer-Zentrale vom rechten Sumidaufer in Asakusa aus gesehen
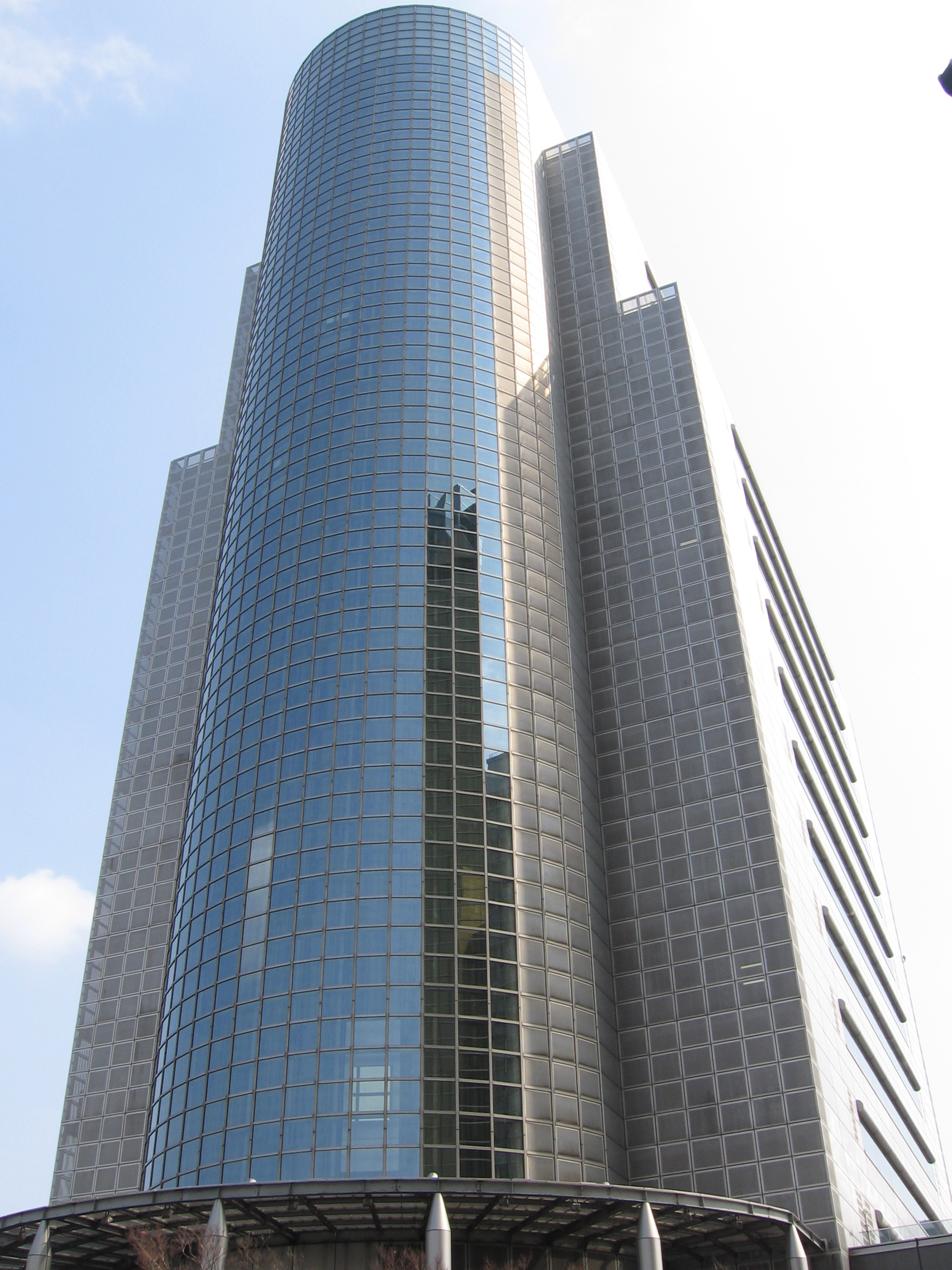
Das Rathaus von Sumida in Azumabashi 1-chōme